# Rockport (Washington)
Rockport ist ein Census-designated place (CDP) im Skagit County im US-Bundesstaat Washington. Das U.S. Census Bureau hat bei der Volkszählung 2020 eine Einwohnerzahl von 90 ermittelt. Rockport gehört zur Metropolregion Mount Vernon–Anacortes.

## Geographie
Rockport liegt auf 48°29'8" N / 121°35'53" W. Nach dem United States Census Bureau nimmt der Ort eine Gesamtfläche von einem Quadratkilometer ein, worunter keine Wasserfläche eingeschlossen ist.

### Klima
Das Klima in diesem Gebiet weist keine Extrema auf, die (Temperatur-)Schwankungen sind moderat; es gibt im gesamten Jahr angemessene Niederschläge. Nach der Klassifikation nach Köppen und Geiger hat Rockport ein Seeklima (marine west coast climate; abgekürzt „Cfb“).

## Demographie
Nach der Volkszählung von 2010 gab es in Rockport 102 Einwohner, 39 Haushalte und 26 Familien. Die Bevölkerungsdichte betrug 106,4 pro km². Es gab 54 Wohneinheiten bei einer mittleren Dichte von 56,3 pro km².
Die Bevölkerung bestand zu 98,04 % aus Weißen, und zu 1,96 % aus Indianern. Hispanics oder Latinos „jeglicher Rasse“ bildeten 0,98 % der Bevölkerung.
Von den 39 Haushalten beherbergten 25,6 % Kinder unter 18 Jahren, 51,3 % wurden von zusammen lebenden verheirateten Paaren, 12,8 % von alleinerziehenden Müttern geführt; 33,3 % waren Nicht-Familien. 25,6 % der Haushalte waren Singles und 2,6 % waren alleinstehende über 65-jährige Personen. Die durchschnittliche Haushaltsgröße betrug 2,62 und die durchschnittliche Familiengröße 3,12 Personen.
Der Median des Alters in der Stadt betrug 34 Jahre. 30,4 % der Einwohner waren unter 18, 7,8 % zwischen 18 und 24, 27,5 % zwischen 25 und 44, 20,6 % zwischen 45 und 64 und 13,7 65 Jahre oder älter. Auf 100 Frauen kamen 104 Männer, bei den über 18-Jährigen waren es 102,9 Männer auf 100 Frauen.
Alle Angaben zum mittleren Einkommen beziehen sich auf den Median. Das mittlere Haushaltseinkommen betrug 48.750 US$, in den Familien waren es 69.250 US$. Männer hatten ein mittleres Einkommen von 36.250 US$ gegenüber 26.250 US$ bei Frauen. Das Pro-Kopf-Einkommen betrug 28.372 US$. Niemand lebte unter der Armutsgrenze.